# Trois Figures sous un arbre
Trois Figures sous un arbre est un tableau réalisé par Pablo Picasso pendant l'hiver 1907-1908. Cette huile sur toile cubiste représente trois personnages sous un arbre. Elle est aujourd'hui conservée au musée Picasso, à Paris.

## Expositions
- Le Cubisme, Centre national d'art et de culture Georges-Pompidou, Paris, 2018-2019.